# Anne-Mette Christensen
Anne-Mette Christensen es una deportista danesa que compitió en taekwondo. Ganó una medalla de bronce en el Campeonato Mundial de Taekwondo de 1987 y tres medallas en el Campeonato Europeo de Taekwondo entre los años 1986 y 1990.

## Palmarés internacional
| Campeonato Mundial | Campeonato Mundial | Campeonato Mundial | Campeonato Mundial |
| Año                | Lugar              | Medalla            | Categoría          |
| ------------------ | ------------------ | ------------------ | ------------------ |
| 1987               | Barcelona (España) | Medalla de bronce  | –55 kg             |
| Campeonato Europeo |                    |                    |                    |
| Año                | Lugar              | Medalla            | Categoría          |
| 1986               | Seefeld (Austria)  | Medalla de bronce  | –55 kg             |
| 1988               | Ankara (Turquía)   | Medalla de bronce  | –55 kg             |
| 1990               | Aarhus (Dinamarca) | Medalla de oro     | –51 kg             |